# Jorge Pierozan

Wappen von Jorge Pierozan als Weihbischof

Jorge Pierozan (* 10. August 1964 in Vanini, Rio Grande do Sul) ist ein brasilianischer römisch-katholischer Geistlicher und ernannter Bischof von Rio Grande.

## Leben
Jorge Pierozan arbeitete einige Zeit als Artist und Clown in einem Zirkus und diente als Sergeant im Brasilianischen Heer, bevor er Philosophie an der Universidade de Caxias do Sul (UCS) in Caxias do Sul und Katholische Theologie an der Päpstlichen Theologischen Fakultät Nossa Senhora da Assunção in São Paulo studierte. Er erwarb an der Pontifícia Universidade Católica de São Paulo ein Lizenziat im Fach Katholische Theologie. Pierozan wurde am 23. September 1996 in der Kirche Nossa Senhora in Lapa zum Diakon geweiht. Als Diakon wirkte er in den Pfarreien Nossa Senhora Aparecida in Portal dos Bandeirantes und Santo Estevão Rei in Vila Anastácio. Zudem koordinierte er von 1995 bis 1996 die Berufungspastoral in der Region Lapa und war Regionalsekretär des Theologiekurses für die Pastoralreferenten. Am 24. Mai 1997 empfing Pierozan in der Kirche São Brás in Vanini das Sakrament der Priesterweihe für das Erzbistum São Paulo.
Pierozan war als Pfarrer der Pfarreien Santíssima Trindade in Rio Pequeno (1997–2010) und Sagrado Coração de Jesus in Butantã (2010–2019) tätig. Er nahm als Delegat der Brasilianischen Bischofskonferenz an den Weltkongressen der Zigeuner-Seelsorge in Budapest (2003) und Freising (2008) teil. Außerdem war Pierozan von 2009 bis 2015 Pfarradministrator der Pfarrei Santíssima Trindade sowie von 2012 bis 2016 Mitglied des Priesterrates und Koordinator für den Sektor Rio Pequeno und für die Pastoral in der Region Lapa. 2015 wurde Jorge Pierozan zudem Mitglied der Regionalkommission für die wirtschaftlichen Angelegenheiten, beigeordneter Generalvikar und Kirchlicher Assistent der Pastoralkommission für das Fahrende Volk in Brasilien. Ferner war er seit 2017 Bischofsvikar für die Region Lapa.
Am 24. Juli 2019 ernannte ihn Papst Franziskus zum Titularbischof von Arena und zum Weihbischof in São Paulo. Der Erzbischof von São Paulo, Odilo Kardinal Scherer, spendete ihm am 28. September desselben Jahres in der Catedral da Sé in São Paulo die Bischofsweihe; Mitkonsekratoren waren der Erzbischof von Sorocaba, Júlio Endi Akamine SAC, und der emeritierte Bischof von Jacarezinho, Fernando José Penteado. Sein Wahlspruch In obœdientia veritatis („Der Wahrheit gehorsam“) stammt aus 1 Petr 1,22 . Seit 29. September 2019 ist Jorge Pierozan zudem Bischofsvikar für die Region Santana. Ferner ist er Mitglied des Diözesanpastoralrats, Kirchlicher Assistent der Gemeinschaft Voz dos Pobres und Vizepräsident der Pastoralkommission für das Fahrende Volk in Brasilien.
Am 22. Juni 2024 ernannte ihn Papst Franziskus zum Bischof von Rio Grande.